# Marco Nereo Rotelli

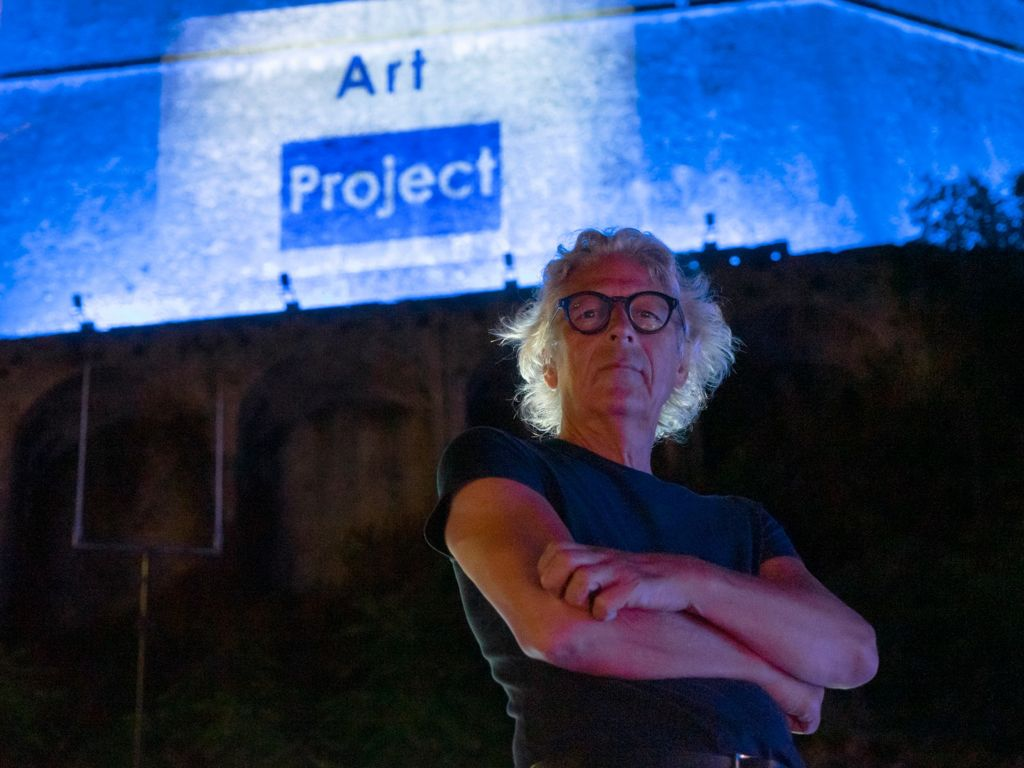
Marco Nereo Rotelli, performance di luce al Castello di Lerici, Lerici, 2020

Marco Nereo Rotelli (Venezia, 14 maggio 1955) è un artista italiano.

## Biografia

### Gli esordi
Si laurea alla facoltà di architettura di Venezia nel 1982, per poi seguire i corsi di Emilio Vedova all'Accademia di belle arti di Venezia. La sua prima mostra è del 1980 con Paolo Sandano e Agostino Perrini al Museo “Casabianca” di Malo diretto da Giobatta Meneguzzo. Nel 1982 è selezionato da Luciano Francalanci per la sezione Italia, alla Triennale Internazionale del disegno presso la Kunsthalle di Norimberga dove vince il primo premio. Nel suo studio di Campo San Giacomo inizia una ricerca pittorica su luce e colore. Nel 1983 è invitato da Filiberto Menna ad esporre nella mostra "Lo stagno di Narciso" ad Erice e nel 1984, la sua prima personale, è alla galleria Stevens di Padova presentata dai filosofi Massimo Cacciari e Franco Rella.
Nel 1984 si trasferisce a Milano e nel 1985 espone alla galleria Enzo Cannaviello nella mostra "Stazione Centrale" con Francesco Bonami, Arcangelo, Gaetano Grillo e Natà.
Nel 1986 è invitato ad esporre alla Biennale di Venezia nella sezione "aperto".

### Gli anni '90

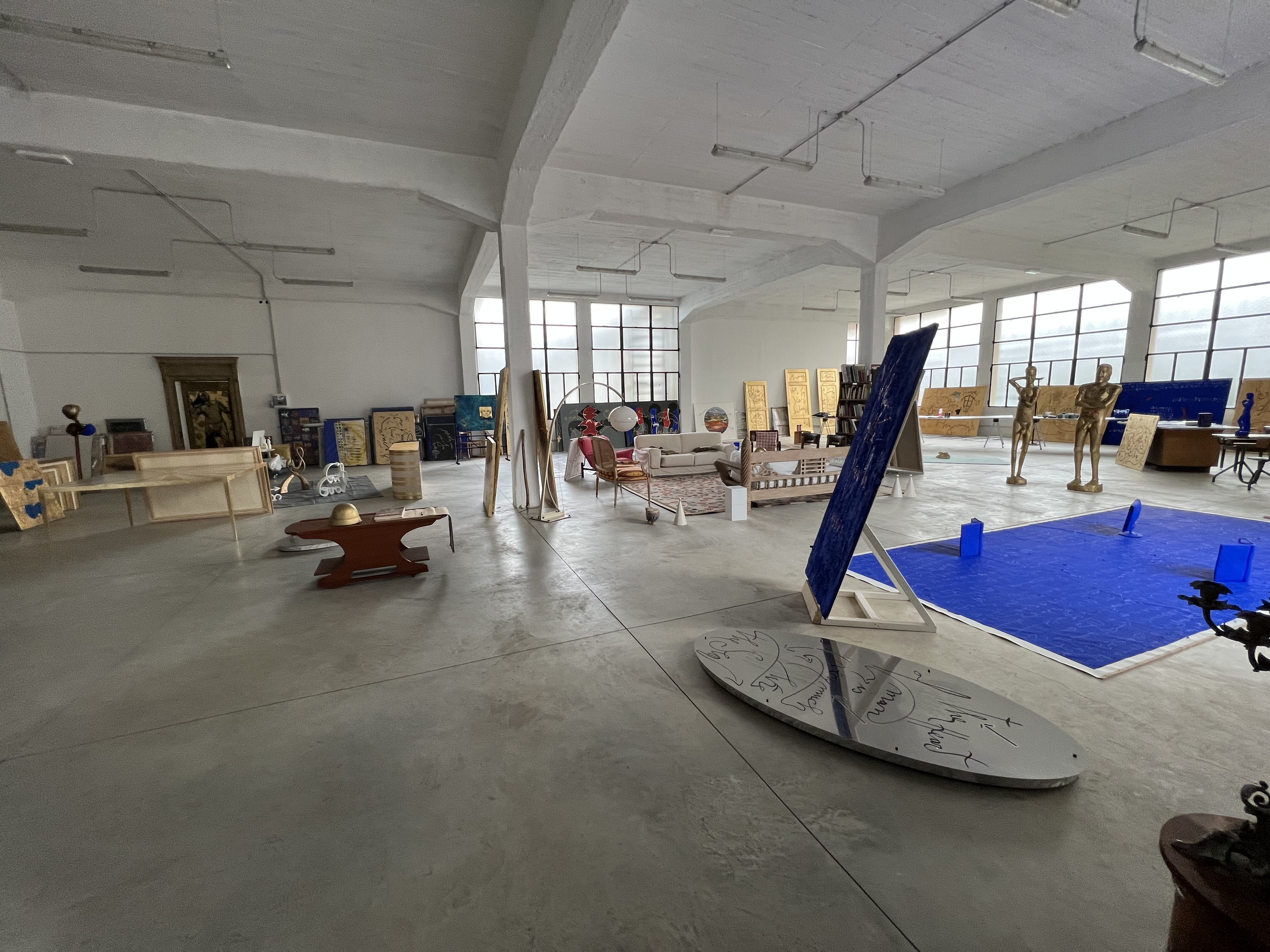
Marco Nereo Rotelli Studio in Quintiliano24 a Milano

Nel 1990 ha ideato a San Marino la mostra “Confini” alla Loggia dei Balestrieri: nel catalogo sono presenti i testi di Daniele del Giudice e Vincenzo Consolo. Nel 1991 espone alla Galleria Il Milione di via Bigli a Milano, presentata da Massimo Cacciari. La sua attenzione è principalmente sui materiali che emanano luce, opere di grandi formato in vetro e plexiglas che esporrà successivamente alla galleria Trisorio di Napoli. Ha esposto nel 1996 alla XII quadriennale nazionale d'arte di Roma.
Nel 1994 realizza la prima opera in condivisione con i poeti Mario Luzi, Andrea Zanzotto, Edoardo Sanguineti, Tonko Maroevic.
Verso la fine degli anni '90 iniziano le grandi installazioni luminose, la prima realizzata a Gibellina con l'illuminazione del Cretto di Alberto Burri con un concerto di Franco Battiato, e con le parole donate da Edoardo Sanguineti realizza quattro grandi mosaici con la curatela di Stefania Giacchino e Tanino Bonifacio.

### Gli anni 2000
Si trasferisce a Parigi per realizzare l'illuminazione del Petit Palais di Parigi, prodotta da Vincenzo Sanfo e curata da Achille Bonito Oliva. L'anno seguente viene invitato da Harald Szeemann a creare un'opera per la 49ª Biennale di Arte Visiva di Venezia "Piattaforma dell'umanità" dove realizza "Bunker Poetico", una grande installazione con il coinvolgimento di 500 poeti. In questa occasione fonda il gruppo Art Project, con il quale realizza interventi e progetti di installazione urbana. Nel 2002, invitato alla 11ª Biennale di Scultura di Carrara, realizza la Cava dei Poeti, un'intera cava scolpita con versi donati dai poeti internazionali sul concetto di identità. Nel 2005 realizza alla Biennale d’arte di Venezia l’opera “Isola della poesia” a cura di Achille Bonito Oliva e Anna Maria Orsini. L’anno seguente Fernanda Pivano dedica all’artista il libro Ho fatto una pace separata, una serie di racconti sugli eventi realizzati assieme.
Nel 2007 su invito di Judith Malina crea l'installazione permanente "Constellation" al Living Theatre di New York con la collaborazione di Luca Missoni. Nello stesso anno su commissione del gruppo Louis Vuitton, crea il progetto "Journey of Light" in collaborazione con la Fondazione Mare Nostrum, dedicato al concetto di empowerment incentrato sull'Isola di Pasqua; affiancato dal Professore Francesco Dicastri, del CNRS di Montpelier, elabora un progetto sullo sviluppo dell'identità attraverso l'arte. Dopo molteplici viaggi all'Isola di Pasqua crea un racconto visivo dove visione, profezia e realtà si incrociano. Alla mostra Open durante la Biennale del Cinema di Venezia, crea una installazione con i danzatori Matatoa dedicata al loro linguaggio del corpo.
Dal 2006 al 2010, Rotelli crea "Golden Doors" realizzata nel 2009 ai Champs-Élysées di Parigi, nel 2010 a Palazzo Reale a Milano, nel 2012 nel Museo di Ca' Pesaro a Venezia: le porte in foglia d'oro rappresentano i punti di snodo, su cui affiorano simboli geometrici e pensieri in molteplici lingue.

### Gli anni 2010
Nel 2010 in occasione della sua mostra personale a Palazzo Reale, realizza in Piazza Duomo a Milano l’installazione scultorea "Le pietre sono Parole", a cura del poeta Adonis: monoliti in marmo di Carrara nuvolato con scolpite le parole che grandi poeti gli hanno donato sul concetto dell'identità.
Nel 2011 espone un progetto in difesa della cultura dell’isola di Pasqua nella mostra "Silent writing" all'Espace Culturel Louis Vuitton. Nel 2013 per l'industria alimentare italiana Ferrero Rocher illumina per 20 giorni il Palazzo Reale di Milano con un'opera dedicata al poeta Mario Luzi.
Nel 2015 per la Regione Veneto realizza l'opera "Via Pasubio" lungo le 52 gallerie sul massiccio del Monte Pasubio (Prealpi Venete). Il progetto si è articolato in una illuminazione di alcune gallerie, la realizzazione del docufilm "La linea del Pasubio" diretto da Matteo Raffaelli con attore principale Peppe Servillo e una installazione luminosa con Paolo Fresu alla tromba.
Nel 2018 Rotelli realizza "Poetry: a Glass Garden" per Ca’ Sagredo Hotel con il Patrocinio del Comune di Venezia insieme alla fornace di Massimiliano Schiavon, con il contributo di quattro scrittori di livello internazionale provenienti dai diversi continenti, i poeti Adonis (Siria), Yang Lian (Cina), Víctor Rodríguez Núñez (Cuba) e il romanziere Mark Axelrod (Stati Uniti).
Nella notte tra il 31 Dicembre 2018 e il 1 Gennaio 2019 Marco Nereo Rotelli viene chiamato dalla Regione Liguria a Genova per illuminare Piazza De Ferrari. 

### Dal 2020
Nel 2021 è invitato alla 17ª Biennale di Architettura di Venezia, presso il Padiglione San Marino per presentare un progetto realizzato a Londra con la designer Celia Stefania Centonze, "Libri senza tempo" una serie di libri in polvere di marmo riciclato.
Nel 2021, in occasione delle celebrazioni dedicate ai 700 anni dalla scomparsa di Dante Alighieri, per la mostra "L'amor che move il sole e l'altre stelle", sotto la direzione artistica di Massimiliano Finazzer Flory, con il patrocinio del Comune di Milano presso il parco di City Life, Marco Nereo Rotelli realizza l'opera "Sole non soli". L'opera è esposta assieme a quelle di altri artisti, tra cui Michelangelo Pistoletto e Giovanni Gastel.

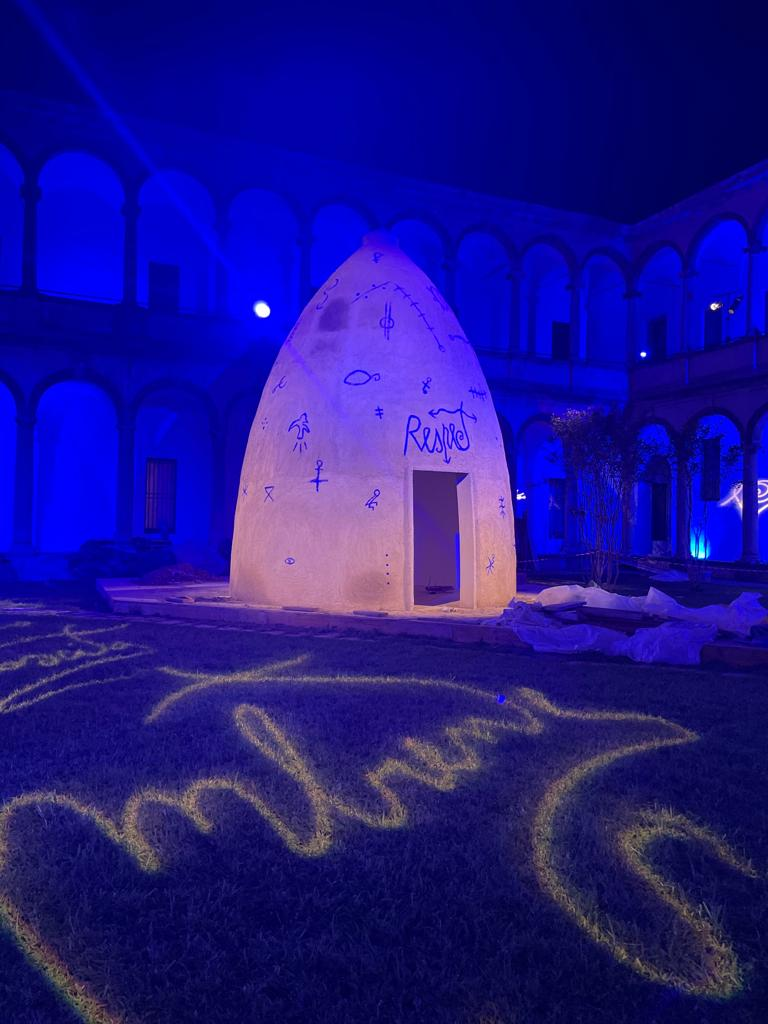
Marco Nereo Rotelli "Falso Autentico" Università Statale Milano

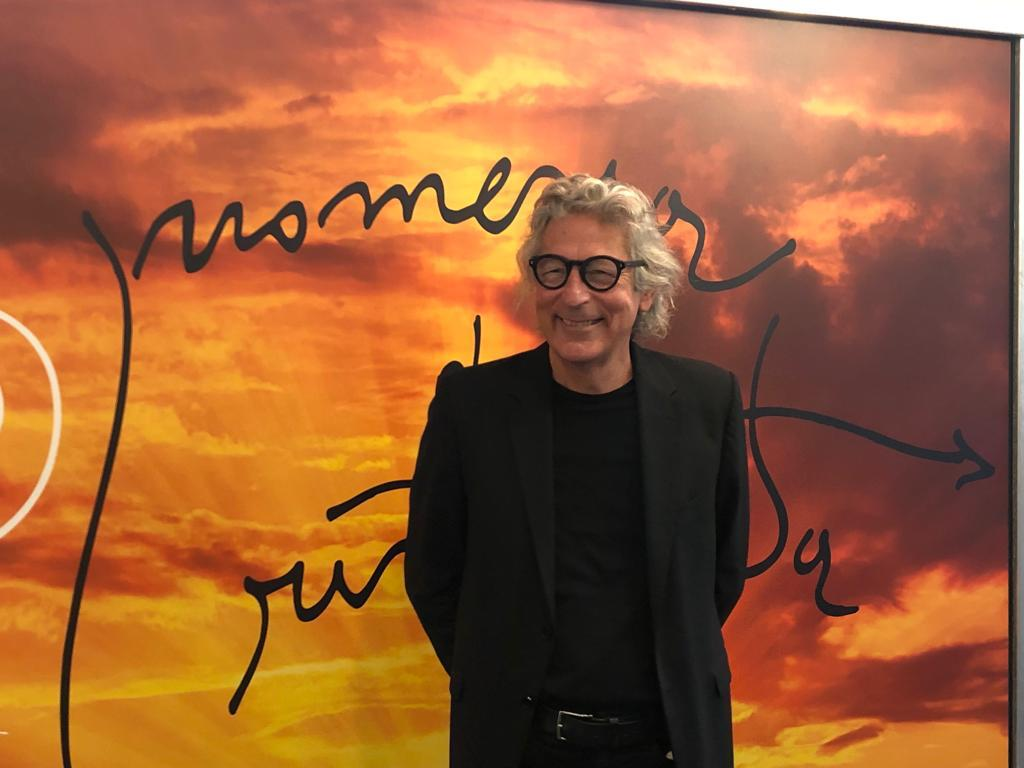
Marco Nereo Rotelli "Sole non Soli" Ospedale Civico Palermo

Nel 2021 su commissione della Fondazione Terzo Pilastro Internazionale di Roma realizza "Sole non Soli", un'opera che circonda e riqualifica il bunker della tomoterapia dell'Ospedale civile di Palermo.

A Milano realizza l'installazione in luce e terra cruda "Falso Autentico" per il fuori salone alla Università Statale Milano, a cura di Roberto Ongaro e contemporaneamente concretizza la sua idea di "opera totale" con la mostra "EXPERIRI - L'esperienza dell'arte" a Palazzo Reale coinvolgendo musicisti, poeti, attori, scienziati in una opera in "progress".

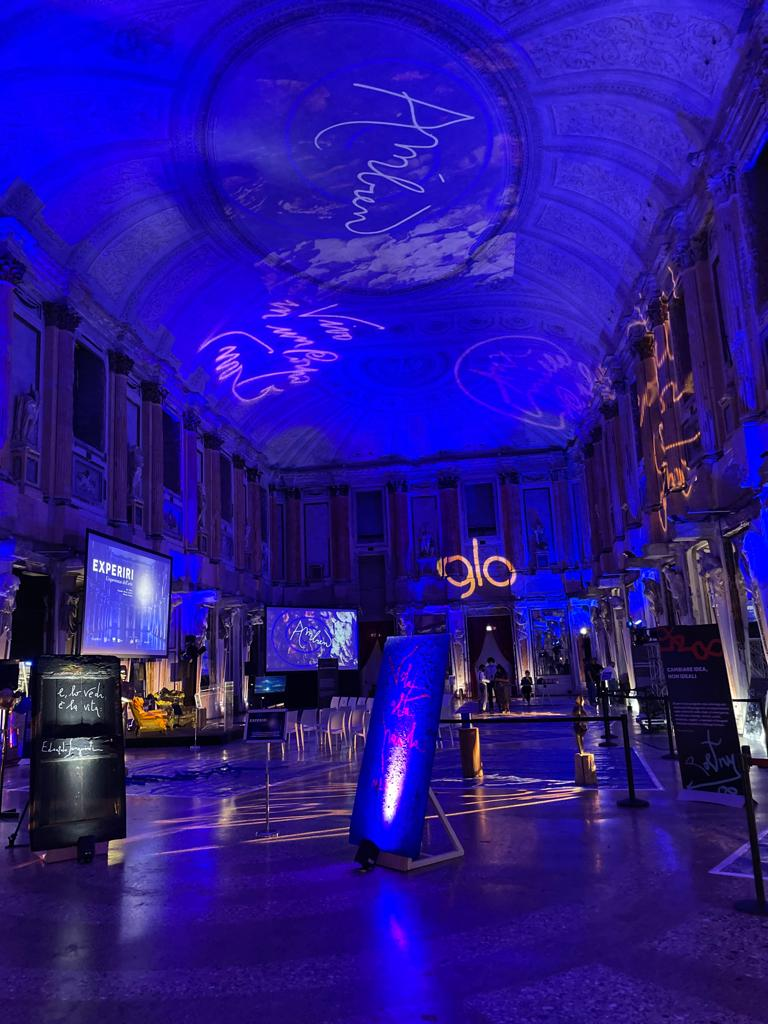
Marco Nereo Rotelli "Experiri" Sala delle Cariatidi Palazzo Reale Milano

## Opere principali
- nel 1996 l’opera in omaggio al teatro La Fenice di Venezia appena distrutto da un incendio, e presentata alla Quadriennale di Roma;
- nel 2000 l’illuminazione con versi tratti da L’horloge di Baudelaire della facciata del Petit Palais di Parigi;
- nel 2001 il coinvolgimento di mille tra i maggiori poeti contemporanei, espressione di tutte le tendenze e di tutti i continenti, per l’installazione Bunker Poetico, realizzata alla XLIX Esposizione Internazionale d’Arte della Biennale di Venezia, fortemente voluta da Harald Szeeman;
- nel 2002 il recupero, a Carrara, di una cava da anni abbandonata e trasformata, in occasione della 11ª Biennale di Scultura, in un grande libro di marmo, scolpendo versi poetici sulle sue pareti;

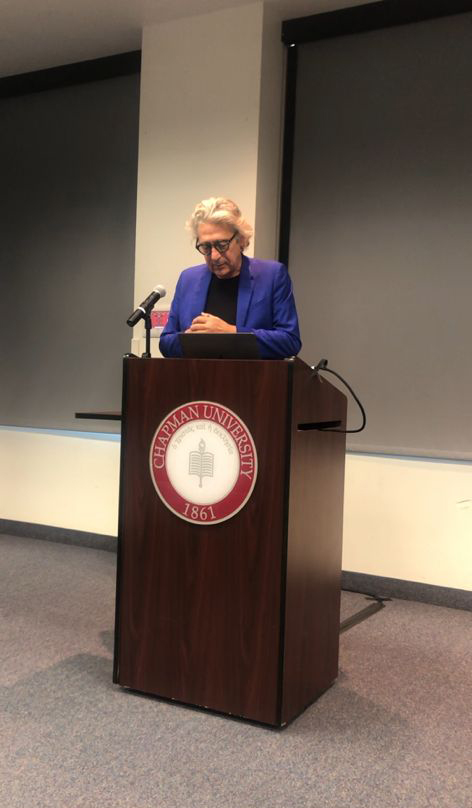
Marco Nereo Rotelli all'università Chapman del John Fowles Center a Orange in California, 2019-2020

- nel 2002 la grande installazione ambientale Poetry for Peace a Seoul;Marco Nereo Rotelli all'università Chapman del John Fowles Center a Orange in California, 2019-2020nel 2005 alla 51. Esposizione Internazionale d’Arte della Biennale di Venezia, il recupero dell’isola di San Secondo, nella laguna veneziana, per cui è stato insignito di targa d’argento della Presidenza della Repubblica;
- nel 2007 l’installazione permanente per il Living Theatre di New York, voluta da Judith Malina e dedicata alla Beat Generation;
- nel 2008 a Jinan, in Cina, invitato a partecipare alla Biennale internazionale d’Arte e Design della Shandog University, un’installazione dalla dimensione tragica e poetica, nell’anno del terremoto del Sichuan, che gli varrà l’Academy Award.
- nel 2008 a Parigi, l’opera realizzata con cento porte d’oro lungo gli Champs Élysées The Golden Wood;
- nel 2009 la grande opera Save the Poetry esposta nelle vetrine dell’Espace culturel Louis Vuitton a Parigi;
- nel 2009 l’installazione luminosa sulla facciata della cattedrale di Santiago de Compostela per la Fiesta del Apóstol;
- nel 2010 a Milano il progetto Poetry. Parola d’Artista con un’importante retrospettiva alla Rotonda di Via Besana, una mostra con il poeta arabo Adonis a Palazzo Reale, l’installazione scultorea Le pietre sono Parole in Piazza Duomo;
- nel 2010 il progetto Genova s’illumina di poesia, omaggio a Edoardo Sanguineti, con l’installazione luminosa in Strada Nuova;
- nel 2011 a Venezia la sua installazione luminosa a Palazzo Ducale che inaugura il Padiglione Italia alla 54. Esposizione Internazionale d’Arte la Biennale di Venezia;
- nel 2011 al Lido di Venezia l’installazione luminosa Le parole del cinema per la 68. Mostra Internazionale d’Arte Cinematografica della Biennale di Venezia;
- nel 2011 la direzione artistica del progetto “Art Explosion” e la realizzazione di una serie di installazioni luminose per la valorizzazione del territorio dei Campi Flegrei (Na);
- nel 2012 l’installazione luminosa omaggio a Wisława Szymborska a Ca’ Foscari a Venezia;
- nel 2013 l’installazione luminosa al Field Museum di Chicago per le celebrazioni dell’Anno della Cultura italiana negli Stati Uniti;
- nel 2013 l’installazione luminosa al Porto Antico di Genova per l’inaugurazione del nuovo Padiglione dei Cetacei di Renzo Piano e Assapora la bellezza a Palazzo Reale di Milano;
- nel 2014 l’ideazione di un palazzo d’artista a Padova, Casa Lux;
- nel 2015 l’illuminazione del Five Pavillion Bridge per lo Slander West Lake International Poetry Festival di Yangzhou, Cina;
- nel 2015 "Via Pasubio". Un progetto che unisce arte e poesia sui sentieri della I guerra mondiale[22];
- nel 2016 le installazioni luminose per l’inaugurazione del nuovo Museo della Palestina a Birzeit, e per il ventennale di Pienza Città Patrimonio Mondiale Unesco;
- nel 2017 la grande mostra con Adonis e l’installazione luminosa al MACRO di Roma;
- nel 2018 l’importante opera di luce per il Millenario di San Miniato al Monte a Firenze;
- nel 2018 "Grass Gadern" Ca' Sagredo Venezia[23];
- Nella notte tra il 31 Dicembre 2018 e il 1 Gennaio 2019 a Genova per illuminare Piazza De Ferrari[18];
- nel 2019 "Mondo Terracqueo". Evento culturale, artistico ed esperienziale;
- nel 2019 "Il Globo terracqueo" per Portofino dal 13 Dicembre 2019 al 6 Gennaio 2020[24];
- nel 2020 "I sensi del mare" per il Comune di Lerici;
- nel 2021 alla 17ª esposizione della Biennale di architettura, "Prossimità" Padiglione San Marino;
- nel 2021 "Falso Autentico" Cortile '700 Università Statale di Milano;Marco Nereo Rotelli, installazione "Mondo Terracqueo" per Portofino, 2019

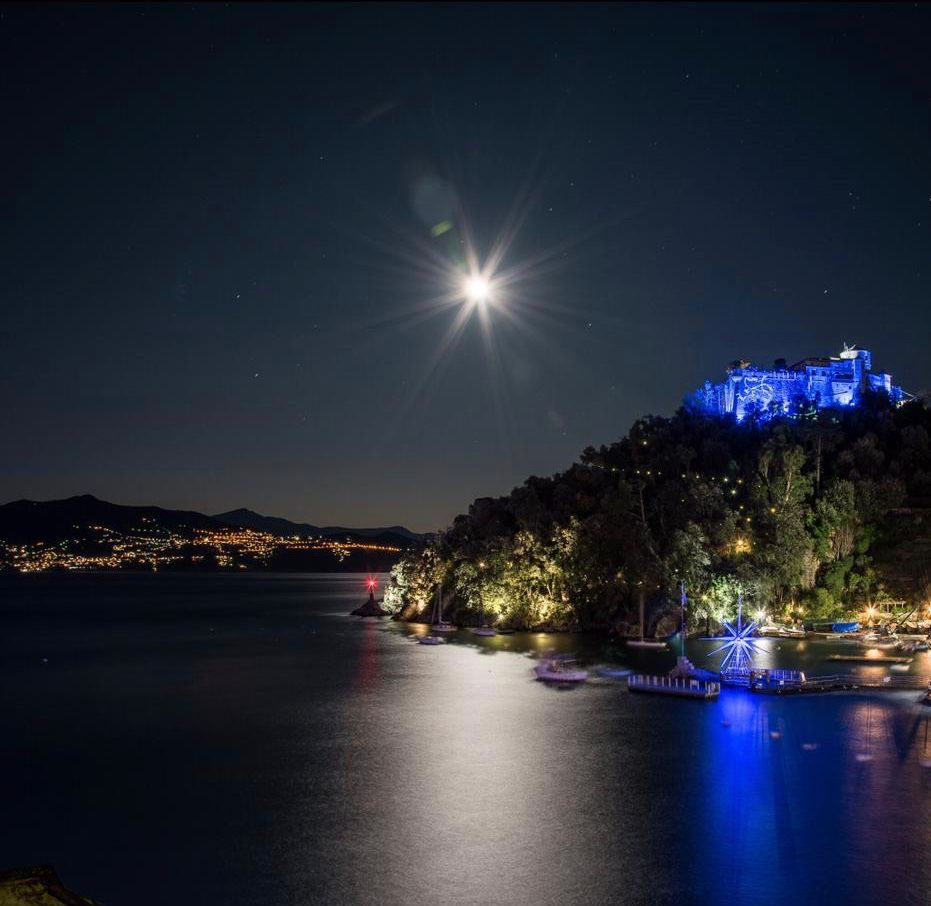
Marco Nereo Rotelli, installazione "Mondo Terracqueo" per Portofino, 2019

- nel 2021 "Experiri" Palazzo Reale Milano Sala delle Cariatidi;
- nel 2021 "Inside Art&Design" Galleria Antonio Battaglia Milano;
- nel 2021 "Sole non Soli" installazione permanente Ospedale Civile di Palermo;

## Premi e riconoscimenti
- 2019 Premio Amilcare Rambaldi arte e poesia Barcellona;
- 2015 Premio alla Carriera "Open" Venezia;
- 2013 Premio "Art Water Cube" Beijing;
- 2012 Premio "Isola Poesia" Catania;
- 2012 Premio OFA, Londra;
- 2011 Premio Capri (premio speciale arte-poesia);
- 2011 Premio della Bellezza, Forte dei Marmi;
- 2008 Targa d'argento ARTOUR-O, Firenze;
- 2008 Academy Award prize of Art and Design, Shandong University international Biennal of Art and Design;
- 2005 Targa d’argento della Presidenza della Repubblica italiana per il progetto “Isola della Poesia” alla 51ª Biennale di Venezia, Venezia;
- 2005 Premio mediterraneo Gattopardo, Santa Margherita del Belice;
- 2003 Segnalazione per la ricerca artistica, 1ª Bejing Biennale, Beijing;
- 2002 Premio Poetry for Peace, Flag Art Festival, Seoul;
- 2002 Premio fondazione mare nostrum, Isola Palmaria, Portovenere;
- 1997 Award Art for Peace TRG, Museo di arte Moderna, Zagreb;
- 1997 Premio Gallarate, Museo Gallarate, Gallarate;
- 1982 International Jungentriennale, Kunsthalle, Nurberg (1º premio);
- 1980 Premio O.B.L.M., Venezia;

## Opere permanenti nei musei e spazi pubblici
- 2021 "Sole non Soli", Ospedale civile di Palermo;
- 2018 Splendour, vetrate artistiche per Ezra Pound, Brunnenburg, Tirolo (Bolzano);
- 2018 Panchine poetiche – Jean Portante, Via della poesia, Accademia di studi italo-tedeschi, Merano (Bolzano);
- 2018 Panchine poetiche – Yoko Ono, Via della poesia, Passeggiata della Gilf, Merano (Bolzano);
- 2017 Pagina di poesia, complesso monumentale di San Giovanni Battista, Cava de’ Tirreni (Salerno);
- 2016 Le pietre sono parole, Parco dell’Arte, Idroscalo, Milano;
- 2016 Gallerie poetiche, Strada delle 52 gallerie, Monte Pasubio (VI);
- 2016 Libro di marmo, Museo del Parco, Portofino (GE);
- 2016 Lux, Principe di Savoia, Milano;
- 2015 Prima pietra – Col viso pieno di gioia a guardare la luna, Piazza Pecori Giraldi, Valli del Pasubio (Vicenza);
- 2015 Tre Pensieri, ingresso della Strada delle 52 Gallerie del Monte Pasubio, Bocchetta Campiglia (Vicenza);
- 2015 Prima pietra – Yi, Concentric circles, ex-Italcementi, Alzano Lombardo (Bergamo);
- 2015 Panchine poetiche – Yang Lian e Antonio Riccardi, Via della poesia, Parco della Gilf, Merano (Bolzano);
- 2014 Panchina poetica – Adonis, Via della poesia, Parco della Gilf, Merano (Bolzano);
- 2014 Casa Lux, facciata di Casa Mediolanum e sculture in piazza, Piazzetta Bussolin, Padova;
- 2013 Change the word, change the world?, Principe di Savoia, Milano;
- 2013 Venice is love, is light, is dream, Molino Stucky Hilton, Venezia;
- 2013 Constellation, Caffè Florian, Firenze;
- 2012 Tricolore, monumento ai caduti di tutte le guerre, Polo scolastico Baslenga, Casalmaggiore (Cremona);
- 2012 Il Cielo, Villa Bertelli, Forte dei Marmi (Lucca);
- 2010 e, lo vedi, è la vita:, Calata Falcone Borsellino, Porto Antico, Genova;
- 2008 Pietra viva, quartiere Brancaccio, Palermo;
- 2008 Panchina per Mario, Via del Casello, Pienza (Siena);
- 2007 Galleria dell’arte – panchine poetiche per la via dell’Amore, Parco Nazionale delle Cinque Terre, Riomaggiore (La Spezia);
- 2007 Il miracolo della luce, Santuario Madonna di Castagnola, Bigliolo (Massa Carrara);
- 2006 Opera verticale. La scalinata del pensiero, Potenza;
- 2006 La luce nell’ombra, Bigliolo (Carrara);
- 2006 Lungomare Rossellini, Maiori (Salerno);
- 2005 Segnal-etica, Carrara;
- 2005 Pace in patria, pace nel mondo, Largo Ataturk, EUR, Roma;
- 2004 Libro di marmo, Casa del Mantegna, Mantova;
- 2004 Isola di Pasqua Project, Isla de Pascua;
- 2003 Libro di marmo, Museo della pace, Stazzema (Lucca);
- 2003 Monumento per Padre Puglisi, Quartiere Brancaccio, Palermo;
- 2003 Piazza del mare, Piazza Duomo, Siracusa;
- 2002 Cava dei poeti, 11ª Biennale di Scultura, Carrara;
- 2001 Fortino poetico, Fortino, Bari;
- 2001 Lo spazio della parola, Piazza Hungery, Gibellina (Trapani);
- 1996 Promenade der poesia, Merano (Bolzano);
- 1996 Il cielo, Museo Casa Bianca, Malo (Vicenza);
- 1996 Poesia, Castello di Brunnenburg, (Bolzano);

## Biennali
- nel 1986 alla XLII esposizione[25], sezione "Aperto" arsenale, a cura di Marisa Vescovo e Claudio Spadoni;
- nel 2001 alla XLIX esposizione,"Bunker poetico" a cura di Harald Szeemann, l'artista realizza un'installazione con 500 poeti di tutte le razze e tutte le nazioni;
- nel 2001 per la Biennale Teatro crea il "Teatro delle parole" con Fernanda Pivano;
- nel 2005 alla LI esposizione il progetto collaterale "Isola della poesia", Isola di San Secondo a cura Achille Bonito Oliva. Viene conferita la "Targa della Presidenza della Repubblica" per arte e territorio;
- nel 2009 alla LIII esposizione[26] "Save the Poetry", progetto collaterale, Isola di San Servolo;
- nel 2011 alla LIV esposizione[27], "Lo stato poetico", Padiglione Italia a cura di Vittorio Sgarbi;
- nel 2012 alla LV esposizione, "Le parole del cinema" installazione luminosa al Palazzo del Cinema;
- nel 2017 alla LX esposizione, "Lux Luxsus luxuria" Padiglione Venezia a cura di Stefano Zecchi;
- nel 2021 alla XVII esposizione della Biennale di architettura, "Prossimità" Padiglione San Marino.